# Chiesa dei Santi Pietro e Caterina (Venezia)
La chiesa dei Santi Pietro e Caterina è una luogo di culto cattolico situato sull'isola di Mazzorbo, nella Laguna di Venezia. È sede di una parrocchia dipendente dal patriarcato di Venezia.

## Storia
Dei numerosi luoghi di culto un tempo presenti a Mazzorbo, Santa Caterina è l'unico rimasto. Esistente almeno dal XII secolo (ma le tradizioni la credono fondata nel VIII secolo), fu sin dalle origini chiesa monasteriale annessa a un convento di benedettine. È documentata una sua ricostruzione tra il 1283 e il 1291 con l'aggiunta del soffitto a carena di nave.
Con il passare dei secoli, Santa Caterina divenne un'istituzione non indifferente, tanto da ospitare, nel 1696, ben quaranta monache. Nel 1712 il complesso fu restaurato su iniziativa del veneziano Pietro Tabacco (lo stesso che, nello stesso periodo, fondò la Madonna del Monte), ma nel 1806, in epoca napoleonica il convento venne chiuso e poi demolito e la chiesa fu convertita a parrocchiale.
Negli anni 1920 è stata sottoposta a un'importante opera di restauro.

## Descrizione

### Esterno
La chiesa non presenta una facciata perché è coperta da un atrio che faceva parte dell'abbazia. L'esterno è decorato da archetti e lesene.

### Interno

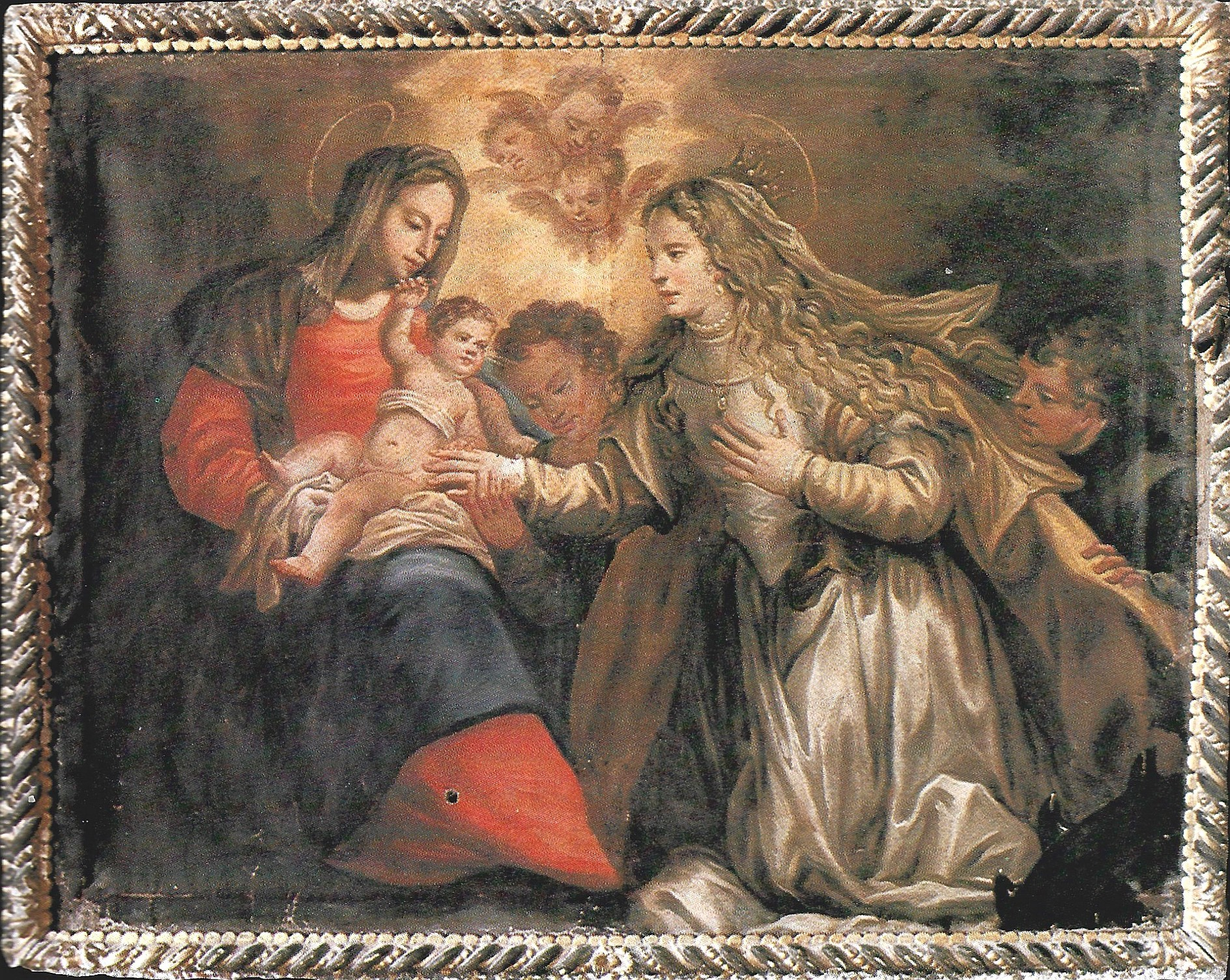
Matteo Ponzone, Sposalizio mistico di santa Caterina (XVII secolo)

L'interno è ad una navata con un presbiterio che finisce con un'abside quadrata. Il soffitto è a carena di nave ed è stato aggiunto in epoca gotica. La chiesa ha quattro altari di cui quello maggiore è in marmo rosso di Verona. Nell'atrio davanti alla chiesa ci sono varie opere in marmo di antica fattura. La chiesa è munita anche di battistero.

### Campanile
Il campanile non ha una data di fondazione, infatti, non si sa quando fu costruito, ma si sa solo che faceva parte dell'abbazia e che gli edifici abbaziali erano costruiti intorno ad esso. Nel 1762 il campanile venne restaurato e si scrive che vi erano quattro campane, andate perse con la requisizione napoleonica. Dalla chiesa di San Michele furono trasportate due campane, le attuali due grandi, mentre la terza forse proviene dal monastero. Il concerto è molto importante e interessante dal punto di vista storico, infatti la seconda è la più antica della laguna. Nel 2016 si sono svolti dei lavori di consolidamento e restauro della cella campanaria e delle campane. Nell'atrio della chiesa sono esposti i vecchi batacchi.
| Campana | Nota | Anno | Fonditore                   | Iscrizioni |
| ------- | ---- | ---- | --------------------------- | --- |
| 1^      | Sib3 | 1567 | Gerolamo di Giacomo Morando | “PRI SCM” SCP – SNAZ° LAZZV” – SBOR° DR – SZVANELAZ – SZAVEr SCP – SPA° SCPa MSR – SBCR° DALE CALE – SISO° SCP – MDLXVII” |
| 2^      | Si3  | 1318 | Lucas De Venetiis           | “XUS VINCIT XUS REGNAT XUS IMPERAT”                                                                                       |
| 3^      | Si4  | 1642 | ?                           | ? |